# Estação Porte de Vincennes
Porte de Vincennes é uma estação da linha 1 do Metrô de Paris, localizada no limite do 12.º e do 20.º arrondissements de Paris.

## Localização

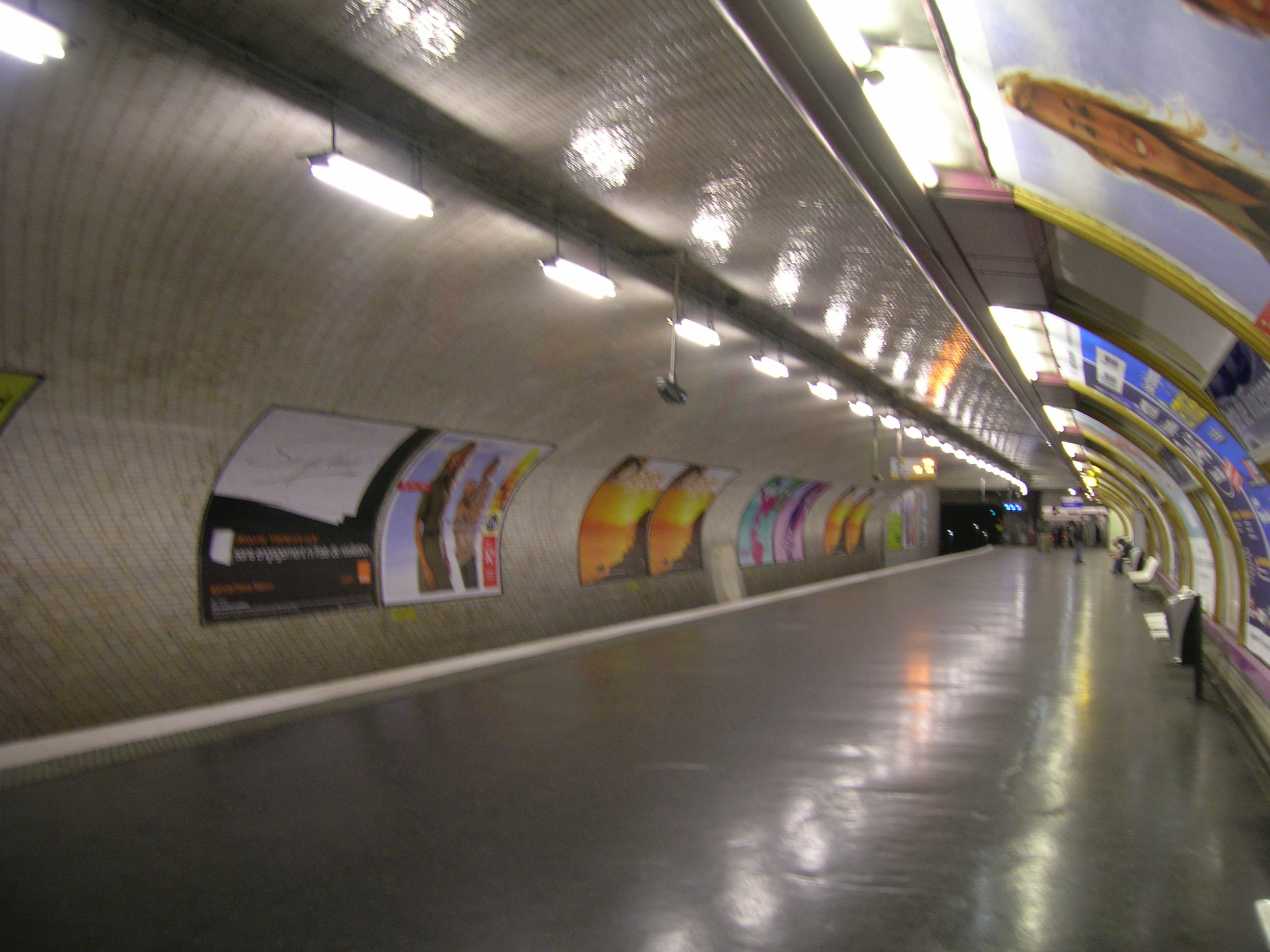
A plataforma da semi-estação, sentido Château de Vincennes em 2007, antes da renovação.

A estação está situada sob o cours de Vincennes, ao leste do cruzamento com a rue des Pyrénées e a avenue du Docteur-Arnold-Netter, entre as estações Nation e Saint-Mandé.

## História

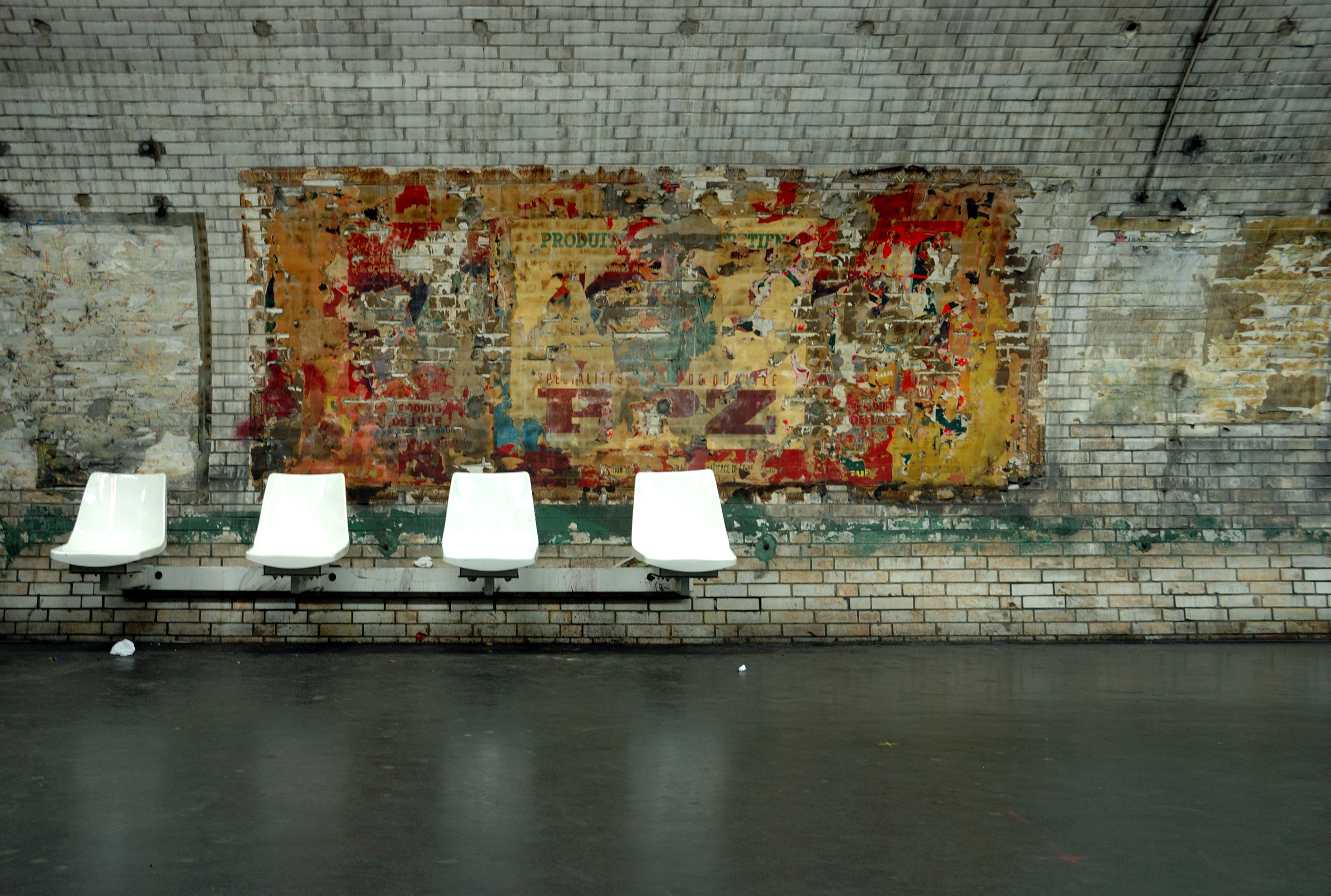
Em 2007-2008, a estação estava em restauração; pode se descobrir — como em muitas outras estações do Metrô de Paris — cartazes publicitários que datam da década de 1960 à década de 1980.

A estação foi aberta em 19 de julho de 1900 na abertura da linha 1. Então terminal oriental da linha, ela tem uma configuração particular: dois túneis se espalhando gradualmente em um circuito, o túnel sul abrigando a estação de chegada e o norte a estação de partida, cada um composto por duas vias em torno de uma plataforma central.
Durante a extensão ao Château de Vincennes em 24 de março de 1934, o circuito foi abandonado, as plataformas foram expandidas pelo abandono de uma das duas vias de cada semi-estação; os dois túneis se juntam para o leste sob a avenue de la Porte-de-Vincennes.
O número diário de entrada de viajantes se elevou a 14 000 em 2003. Em 2011, 4 363 767 passageiros entraram nesta estação. Ela viu entrar 5 878 175 passageiros em 2013, o que a coloca na 62ª posição das estações de metrô por sua frequência.

### Renovação
Desde a década de 1950 até 2007-2008, os pés-direitos do lado das plataformas foram revestidos com uma curvatura metálica com montantes horizontais violetas e quadros publicitários dourados iluminados; a cor violeta permaneceu atípica para este tipo de decoração. Este desenvolvimento, completado por assentos do estilo "Motte" brancos, foi depositado no âmbito da modernização e automatização da linha 1. As plataformas foram inteiramente renovadas como todas as plataformas da linha. Elas foram levantadas no fim de semana de 28 e 29 de junho de 2008.

## Serviços aos Passageiros

### Acessos
- Acesso 1: avenue du Général-Niessel: escada no 99, cours de Vincennes
- Acesso 2: passage de la Voûte: duas escadas nos 102 e 106, cours de Vincennes
- Acesso 3: avenue Docteur-Netter: escada no 90, cours de Vincennes
- Acesso 4: rue des Pyrénées: escada no 81, cours de Vincennes

### Plataformas
Porte de Vincennes é separada em duas semi-estações cada uma possuindo uma via ao largo da plataforma lateral e uma abóbada elíptica. Com Porte Dauphine na linha 2, é uma de apenas duas estações construídas em 1900 a manter conservados, nos pés-direitos e abóbadas, as telhas planas de cor creme: esta é uma das decorações experimentais testadas este ano antes de ser retido, posteriormente, umas telhas em cerâmica brancas biseladas, que equipa, quanto a ela, as extremidades das duas semi-estações. As faixas de iluminação são brancas e arredondadas no estilo de "Gaudin" da renovação do metrô da década de 2000. Os quadros publicitários são metálicos e o nome da estação está inscrito em fonte Parisine em painéis retro-iluminados incorporados nos invólucros adornados com madeira. As plataformas estão equipadas com assentos "Akiko" de cor vermelha escura bem como porta de plataforma.

### Intermodalidade
A estação está em correspondência com a linha de tramway T3a indo para o sul até Pont du Garigliano e com a linha de tramway T3b indo para o norte até Porte de la Chapelle e, em princípio para o final de 2017, até Porte d'Asnières. Ela também é servida pelas linhas 26, 64, 86 e 351 da rede de ônibus RATP e, à noite, pela linha N11 da rede de ônibus Noctilien.

## Pontos turísticos
- A Porte de Vincennes, mas também a Porte de Saint-Mandé.
- Um dos maiores mercados parisienses nas quartas-feiras e sábados de manhã no cours de Vincennes.
- Dois liceus importantes: o Lycée Hélène-Boucher e o Lycée Maurice-Ravel.
- A igreja de Saint-Gabriel construída na década de 1920 e mantida desde então pelos padres da Congregação dos Sagrados Corações.
- Um pouco mais longe, melhor servido por ônibus, o Lycée Paul-Valéry e o Hôpital Armand-Trousseau.